# Rebouças (Paraná)
Rebouças ist ein brasilianisches Munizip im Süden des Bundesstaats Paraná. Es hat 14.514 Einwohner (2022), die sich Reboucenser nennen. Seine Fläche beträgt 482 km². Es liegt 785 Meter über dem Meeresspiegel.

## Etymologie
Bis Anfang des 20. Jahrhunderts hieß der Ort noch Butiazal. Zwischen 1902 und 1904 bekam er den Namen Antônio Rebouças zu Ehren des Leiters des Eisenbahnbaus. Erst 1943 wurde der Ortsname zur Unterscheidung von einem gleichnamigen Distrikt zu Rebouças verkürzt.

## Geschichte

### Besiedlung
Die ersten Erkundungen auf dem Gebiet der heutigen Stadt stammen aus dem 18. Jahrhundert. Expeditionen aus São Paulo erkundeten den Süden von  Paraná auf der Suche nach den Campos de Palmas. Sie hatten das Ziel, Gold zu finden, das es angeblich in großen Mengen auf dem Biturona-Hügel gab, wo die Sagen der damaligen Zeit wunderbare Reichtümer beschrieben. Rebouças ist das Ergebnis dieser Expeditionen, die von den ersten Siedlern der Campos de Palmas unternommen wurden.
Die Besiedlung begann an dem Ort, der als Butiazal bekannt war, und wurde um 1902 an den Ort des heutigen Rio Azul verlegt.
Als die Eisenbahnlinie São Paulo – Rio Grande (später Rede de Viação Paraná-Santa Catarina, heutige Rumo Logística) die Umgebung von Rio Azul erreichte, wurde der Ort zwischen 1902 und 1904 in Antônio Rebouças umbenannt. Damit wurde der Ingenieur geehrt, der den Eisenbahnbau leitete.

### Erhebung zum Munizip
Rebouças wurde durch das Staatsgesetz Nr. 2.738 vom 31. März 1930 aus São João do Triunfo ausgegliedert und unter dem Namen Antônio Rebouças in den Rang eines Munizips erhoben. Es wurde am 21. September 1930 als Munizip installiert.

## Geografie

### Fläche und Lage
Rebouças liegt auf dem Segundo Planalto Paranaense (der Zweiten oder Ponta-Grossa-Hochebene von Paraná). Seine Fläche beträgt 482 km². Es liegt auf einer Höhe von 785 Metern.

### Vegetation
Das Biom von Rebouças ist Mata Atlântica.

### Klima
Das Klima ist gemäßigt warm. Es werden hohe Niederschlagsmengen verzeichnet (1637 mm pro Jahr). Im Jahresdurchschnitt liegt die Temperatur bei 18,0 °C. Die Klimaklassifikation nach Köppen und Geiger lautet Cfb.

### Gewässer
Rebouças liegt im Einzugsgebiet des Iguaçu. Dessen rechter Nebenfluss Rio Potinga fließt von Nord nach Süd durch das Munizipgebiet und bildet streckenweise die westliche Munizipgrenze mit Rio Azul.

### Straßen
Rebouças liegt an der BR-153 (Transbrasiliana) zwischen União da Vitória und Jacarezinho. Über die PR-364 kommt man im Norden nach Irati und im Südosten nach São Mateus do Sul.

### Nachbarmunizipien
|          | Irati                                       | Fernandes Pinheiro  |
|          | Kompassrose, die auf Nachbargemeinden zeigt | São João do Triunfo |
| Rio Azul |                                             | São Mateus do Sul   |

## Stadtverwaltung
Bürgermeister: Luiz Everaldo Zak, PSD (2021–2024)
Vizebürgermeister: Fabio Marcelo Chiqueto, PROS (2021–2024)

## Demografie

### Bevölkerungsentwicklung
| Jahr | Einwohner | Stadt | Land |
| ---- | --------- | ----- | ---- |
| 1940 | 9.793     | 18 %  | 82 % |
| 1950 | 10.708    | 19 %  | 81 % |
| 1960 | 9.885     | 25 %  | 75 % |
| 1970 | 11.130    | 27 %  | 73 % |
| 1980 | 10.915    | 35 %  | 65 % |
| 1991 | 12.948    | 42 %  | 58 % |
| 2000 | 13.663    | 48 %  | 52 % |
| 2010 | 14.176    | 53 %  | 47 % |
| 2022 | 14.514    |       |      |

Quelle: IBGE (2011) und Volkszählung 2022

### Ethnische Zusammensetzung
| Gruppe * | 1991    | 2000    | 2010    | wer sich als …                                                                   |
| --- | ------- | ------- | ------- | -------------------------------------------------------------------------------- |
| Weiße | 91,0 %  | 90,1 %  | 69,9 %  | weiß bezeichnet                                                                  |
| Schwarze | 0,4 %   | 1,4 %   | 1,1 %   | schwarz bezeichnet                                                               |
| Gelbe | 0,0 %   | 0,0 %   | 0,1 %   | von fernöstlicher Herkunft wie japanisch, chinesisch, koreanisch etc. bezeichnet |
| Braune | 8,6 %   | 8,1 %   | 28,9 %  | braun oder als Mischung aus mehreren Gruppen bezeichnet                          |
| Indigene | 0,0 %   | 0,0 %   | 0,0 %   | Ureinwohner oder Indio bezeichnet                                                |
| ohne Angabe | 0,1 %   | 0,4 %   | 0,0 %   |                                                                                  |
| Gesamt | 100,0 % | 100,0 % | 100,0 % |                                                                                  |
| *) Das IBGE verwendet für Volkszählungen ausschließlich diese fünf Gruppen. Es verzichtet bewusst auf Erläuterungen. Die Zugehörigkeit wird vom Einwohner selbst festgelegt. |         |         |         |                                                                                  |

Quelle: IBGE (Stand: 1991, 2000 und 2010)